# Chemin de Duroux
Le chemin de Duroux est une voie de Toulouse, chef-lieu de la région Occitanie, dans le Midi de la France.

## Situation et accès

### Description
Le chemin de Duroux est une voie publique. Il se trouve dans le quartier de la Côte Pavée, dans le secteur 4 - Est.
La chaussée compte une seule voie de circulation automobile à double-sens. Elle appartient à une zone 30 et la vitesse y est limitée à 30 km/h. Il existe également, mais entre l'avenue Raymond-Naves et l'avenue Lucien-Baroux seulement, une bande cyclable de chaque côté de la chaussée.

### Voies rencontrées
Le chemin de Duroux rencontre les voies suivantes, dans l'ordre des numéros croissants (« g » indique que la rue se situe à gauche, « d » à droite) :
1. Avenue Raymond-Naves
2. Rue Julia (g)
3. Avenue Lucien-Baroux (g)
4. Rue des Jacinthes (d)
5. Impasse de Duroux (g)
6. Rue de Limayrac

## Odonymie
Le chemin tient son nom de la famille Duroux, propriétaire au début du XIXe siècle d'un domaine agricole et d'une ferme qui le longeaient (actuel no 12). Pierre Salies y voit Joseph-Marie Duroux, procureur au parlement, impliqué dans l'affaire Calas. On lui connaît aussi le nom, à la fin du XVIIe siècle, de chemin (ou « yeys ») de la Gravette.

## Patrimoine et lieux d'intérêt

### Établissements scolaires
- no  3 : école élémentaire Jean-Macé.
- no  9 : école maternelle Jean-Macé.
- no  12 bis : ensemble scolaire privé Saint-Joseph.